# Ligerz
Ligerz (francouzsky Gléresse) je obec v okrese Biel/Bienne v kantonu Bern ve Švýcarsku. Žije zde 544 obyvatel.

## Geografie
Ligerz se nachází v Bernské jezerní oblasti na severním břehu Bielského jezera. Sousedními obcemi ve směru hodinových ručiček od severu jsou Plateau de Diesse, Twann-Tüscherz a La Neuveville.

## Historie

Ligerz (1954)

O přítomnosti lidí od doby bronzové do doby římské svědčí roztroušené nálezy; neolitické sídliště je doloženo v sousední vesnici Schafis. Nejstarší zmínka o obci jako Lieresse v opisu z roku 1441 pochází z roku 1178, v roce 1218 je doložen muž jménem Volmarus de Liegerche. Místní jméno je pravděpodobně odvozeno od gllère, tedy latinského glārea „štěrk (půda), říční suť“, které se často používá jako název pole ve franko-provensálštině, s příponou -esse < -īcia.
Ve středověku byl Ligerz panstvím pánů z Ligerzu s rodovým hradem nad obcí (tzv. Festi), připomínaným v roce 1236, lénem hrabat z Nidau (1370). Panství Ligerz patřil dolní dvůr, hrabatům z Nidau vyšší dvůr. V roce 1388, resp. 1393 se Ligerz a Nidau dostaly pod svrchovanost Bernu. Na konci 14. století bylo panství v roce 1358 rozděleno mezi barony, zastaveno Bielu, poté prodáno napůl Bernburkům z Bürenu a Mulerenu, z nichž jeden byl v roce 1409 prodán Bielu, druhý v roce 1469 Bernu. Při společné správě města jmenovala místního rychtáře jako soudního rozhodčího. V roce 1551 získal Bern také polovinu Bielu a Ligerz podřídil soudní pravomoci fojta z Nidau. V roce 1553 byla potvrzena stará privilegia (trh, rybolov, výběr daní). Obyvatelé Ligerzu, kteří byli převážně poddanými panství a basilejského biskupa, se v letech 1406 a 1485 vykoupili z majetku a daní ale nyní podléhali Bielu a Bernu. Poutní kaple nad vsí na vinici (zmiňovaná v roce 1261) byla filiálkou kostela v Diesse. V roce 1434 získala farní práva (Svatý kříž), ale od Diesse byla oddělena až v roce 1483 po výstavbě kostela (přestavěn 1520–1526). Kostelní statek v Ligerz a Diesse patřil opatství St. Johannsen. V letech 1876 až 1889 byl Ligerz přidělen k farnosti v Twannu.
Kromě panství měli na rozsáhlé viniční oblasti podíl i další páni, dále kláštery ze širokého okolí. Mladší rod Ligerzů postavil kolem roku 1555 v horní vsi takzvaný Hof (dnes vinařské muzeum). V dolní vsi si v 17. až 18. století postavili patricijští majitelé vinic podzimní rezidence (měšťanské domy). Většina obyvatelstva byla až do 18. století francouzsky mluvící a škola byla až do konce 18. století dvojjazyčná (v současnosti oficiálně pouze německá). V roce 1798 se Ligerz stal součástí okresu Seeland a od roku 1803 správního okresu Nidau. Po staletí byl Ligerz závislý na vodní cestě, pozemní spojení získal až s výstavbou silnice Bielerseestrasse (1835–1838) a železniční trati Biel–Neuchâtel (1858–1860). V letech 1911–1912 byla postavena lanová dráha Ligerz–Prêles. V letech 1984–1991 byla okolo obce postavena dálnice, avšak byla zahloubena do tunelo, což zachránilo obec před narušením krajiny; plánuje se také výstavba železničního tunelu.

## Obyvatelstvo
| Rok            | 1850 | 1900 | 1950 | 1980 | 2000 |
| Počet obyvatel | 458  | 419  | 541  | 433  | 490  |

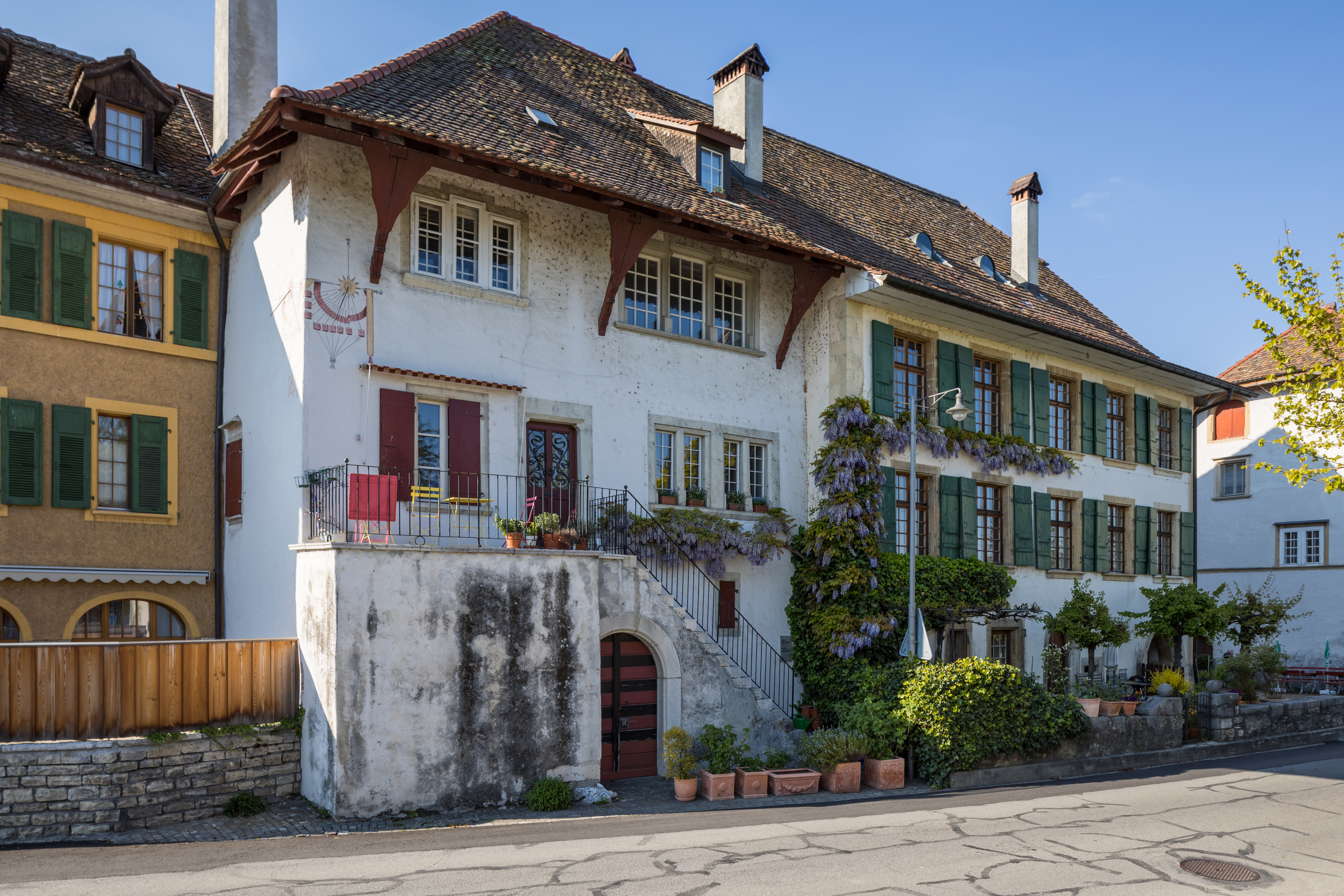
Domy v centru obce

Ligerz je z 90,2 % německy mluvící obcí. 6,4 % obyvatel je francouzsky mluvících.

## Hospodářství
Obyvatelé se tradičně živili vinařstvím, rybolovem, chovem dobytka a zelinářstvím. Hlavním zaměstnáním je vinařství a obchod s vínem, cestovní ruch, rybolov a drobné podnikání (bednářství).

## Doprava

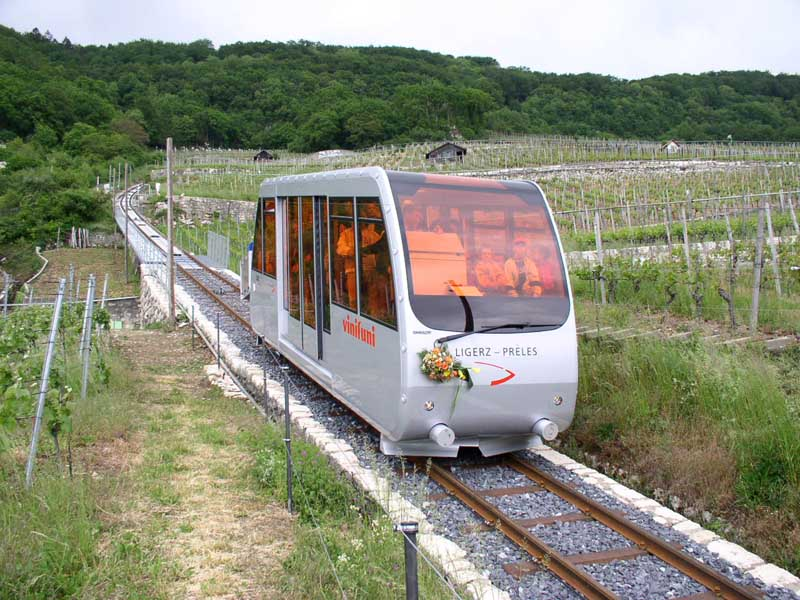
Lanová dráha Vinifuni

Obec leží na železniční trati Biel–Neuchâtel Švýcarských spolkových drah (SBB), kde měla vlastní železniční stanici. V její bezprostřední blízkosti se nachází údolní stanice lanové dráhy Vinifuni Ligerz–Prêles. Jednokolejná trať má být převedena do tunelu, díky čemuž byla zastávka Ligerz v roce 2024 zrušena. Nachází se zde také přístaviště pro lodě, které provozují společnosti Bielersee-Schifffahrts-Gesellschaft a Société de navigation sur les lacs de Neuchâtel et Morat (LNM).

## Osobnosti
- Friedrich Dürrenmatt (1921–1990), spisovatel a dramatik, v Ligerz žil mezi lety 1947 a 1952